# Kulu (Konya)
Kulu ist eine Stadtgemeinde (Belediye) im gleichnamigen Ilçe (Landkreis) der Provinz Konya in der türkischen Region Zentralanatolien und gleichzeitig ein Stadtbezirk der 1986 gebildeten Büyükşehir belediyesi Konya (Großstadtgemeinde/Metropolprovinz). Seit der Gebietsreform 2013 ist die Gemeinde flächen- und einwohnermäßig identisch mit dem Landkreis. Die im Stadtlogo vorhandene Jahreszahl (1923) dürfte auf das Jahr der Ernennung zur Stadtgemeinde (Belediye) hinweisen.

## Geografie
Der Kreis/Stadtbezirk grenzt an Cihanbeyli im Süden und ist an den anderen Himmelsrichtungen von der Provinz Ankara benachbart.
Durch Kulu führt die Fernstraße D 715, die von Konya aus dem Süden kommt und etwa zehn Kilometer nördlich der Stadt auf die Europastraße E-90 trifft. Im Landkreis Kulu liegt der nördliche Teil des Salzsees Tuz Gölü, etwa vier Kilometer östlich der Kreisstadt liegt der Düden Gölü (auch Kulu Gölü genannt), in dem Flamingos heimisch sind.

## Verwaltung
Der Landkreis wurde im Juni 1954 durch das Gesetz Nr. 6325 gebildet. Bis dahin war Kulu ein Nahiye im Kaza (Kreis) Cihanbeyli und bestand aus zwölf Dörfern.
(Bis) Ende 2012 bestand der Landkreis neben der Kreisstadt aus den sieben Stadtgemeinden Celep, Karacadağ, Kırkpınar, Kozanlı, Tavşançalı, Tuzyaka und Zincirlikuyu sowie 28 Dörfern (Köy), die während der Verwaltungsreform 2013 in Mahalle (Stadtviertel/Ortsteile) überführt wurden. Die elf existierenden Mahalle der Kreisstadt blieben erhalten, während die 19 Mahalle der sieben anderen Belediye vereint und zu je einem Mahalle reduziert wurden. Durch Herabstufung dieser Belediye und der Dörfer zu Mahalle stieg deren Zahl auf 46 an. Ihnen steht ein Muhtar als oberster Beamter vor.
Ende 2020 lebten durchschnittlich 1.119 Menschen in jedem dieser ** Mahalle, 4.679 Einw. im bevölkerungsreichsten (Yeni Mah., dicht gefolgt von Ömeranlı Mah. mit 4.567 Einw.)

## Söhne und Töchter der Stadt
- Aygül Berîvan Aslan (* 1981), österreichische Juristin kurdischer Abstammung
- Erkan Zengin (* 1985), schwedischer Fußballspieler türkischer Abstammung
- Fahrettin Koca (* 1965), türkischer Gesundheitsminister

## Trivia
Fredrik Reinfeldt, schwedischer Premierminister, besuchte am 21. April 2009 Kulu bei seiner Reise in die Türkei. Als Andenken an den verstorbenen schwedischen Politiker Sven Olof Joachim Palme wurde der Stadtpark nach ihm benannt.